# だてぃが
だてぃが（2007年4月26日 - ）は、日本の女性シンガーソングライター、歌手である。埼玉県出身。

## 来歴
「中学1年生より自分でラップをつくり始め、そのとき使っていた名前の『dirty girl』を縮めて、『だてぃが』になる。
2021年7月、Sony Music アーティスト養成講座 the LESSON オーディションで第10期生に選出された。
2022年5月16日、テレビ朝日系列『musicるTV』で、番組大注目の現役中学生シンガーソングライター「だてぃが」としてMV紹介された。

## 提供作品
- ミームトーキョー
  - SNSKILLER (作詞) [4]

## ミュージックビデオ
| 公開日         | 曲名                       | 備考                                                                     |
| -------------- | -------------------------- | ------------------------------------------------------------------------ |
| 2021年10月14日 | 宵闇                       |                                                                          |
| 2022年04月25日 | ぶっ殺したい過去の記憶     | Illustration & Animation：まる / maru                                    |
| 2022年05月16日 | Chill                      | Illustration：fur2 Background & Animation：まる / maru                   |
| 2022年06月14日 | 緊急事態                   | Ilustration & Animation：まる / maru                                     |
| 2022年06月21日 | 日本家屋                   |                                                                          |
| 2022年07月03日 | 僕はVOCALOID feat.初音ミク | lllustration & Animation：まる / maru Track：tr@ns kittY(トランスキティ) |

### デモ音源
| 公開日         | 曲名     | 備考           |
| -------------- | -------- | -------------- |
| 2022年06月15日 | my novel | prod.snorkatje |
| 2022年06月23日 | またね   |                |

## 出演

### テレビ

#### 2022年
- 5月16日 テレビ朝日系列「musicるTV」

### YouTube
- “ニートtokyo”. 2023年6月28日閲覧。

### 書籍・雑誌
- 小学館 Steenz(スティーンズ) 「気になる10代名鑑」

### インタビュー
- 宗像明将 (2023年6月23日). “ネットラップとTikTok 、弾き語り――16歳のシンガーソングライター「だてぃが」インタビュー”.  Yahoo Japan. 2023年6月28日閲覧。